# Joan Barbarà
Joan Barbarà Mata (Barcelona, 23 juli 1966) is een Spaans voetbalcoach en voormalig voetballer. Hij is sinds 2003 werkzaam bij FC Barcelona.

## Loopbaan als voetballer
Barbarà speelde als aanvaller en hij begon zijn loopbaan bij UE Sants (1984-1986). In 1986 kwam hij bij CE Sabadell, waarmee Barbarà van 1986 to 1988 in de Primera División speelde. Na de degradatie van de club van de Segunda División A naar de Segunda División B in 1993, werd de aanvaller gecontracteerd door UD Salamanca. Met deze club was hij in 1995/1996 en van 1997 tot 1999 actief in de Primera División. In 2001 vertrok Barbarà naar CE L'Hospitalet, waar hij in 2003 zijn loopbaan als profvoetballer afsloot.
Barbarà speelde tweemaal voor het Catalaans elftal: in 1993 tegen een buitenlandse selectie (4-4), een wedstrijd tere ere van Ladislao Kubala, en in 1998 tegen Nigeria (5-0), waarin hij het vijfde doelpunt maakte.

## Loopbaan als trainer
In 2003 ging Barbarà aan de slag als assistent-trainer in de cantera (jeugdopleiding) van FC Barcelona, eerst met Josep Boada bij Barça C (2003-2005) en vervolgens bij het tweede elftal met Quique Costas (2006-2007) en Luis Enrique (vanaf 2008).